# Шуман, Георг
Георг Шуман (нем. Georg Schumann; 8 ноября 1886, Лейпциг — 11 января 1945, Дрезден, нацистская Германия) — немецкий коммунист, антифашист.

## Биография
Слесарь-инструментальщик. В 1905 г. вступил в леворадикальную Независимую социал-демократическую партию (СДПГ). С 1907 г. — профсоюзный работник в Йене
В 1912 г. обучался в партийной школе СДПГ в Йене, которую вела Роза Люксембург. С 1913 г. редактировал лейпцигскую газету Leipziger Volkszeitung.
Во время Первой мировой войны , Шуман вступил в Союз Спартака, основанный Р. Люксембург, К. Либкнехтом и К. Цеткин и перешёл на работу в газету рабочей молодежи Leipziger Arbeiterjugend, выступающей против войны.
В 1916 году был призван в армию, где вёл нелегальную работу по распространению идей спартаковцев, за что был приговорён к лишению свободы.
В 1919 году был избран секретарём Лейпцигской окружной организации Коммунистической партии Германии (КПГ), в 1921 году — Галле-Мерзебургской районной организации КПГ и был избран от КПГ депутатом местного ландтага Пруссии
В 1923 году на съезде партии избран в ЦК КПГ. Преследовался полицией.
В начале 1925 года эмигрировал в Москву. В марте 1926 года вернулся в Германию, чтобы вновь возгласить Галле-Мерзебургскую районную организацию КПГ. По прибытии в Германию,
был арестован, и провёл почти год в заключении.
В 1927 году вновь стал членом ЦК компартии еще раз, возглавил партийную организацию в Западной Саксонии (Лейпциг), в 1928 году избран депутатом Германского рейхстага.
Выступал за единство рабочего движения против нацистской опасности. Он был несогласен с решениями VI конгресса Коминтерна и добивался единого фронта коммунистов с социал-демократами в противостоянии НСДАП. Результатом стало исключение из КПГ в декабре 1928 за «правый уклон». Присоединился к брандлеровской Оппозиционной Коммунистической партии и стал одним из членов её руководства.
После прихода к власти нацистов, с 1933 г. перешёл на нелегальное положение, руководил антифашистским сопротивлением в Бреслау. В июне 1933 года был арестован и в августе 1934 г. приговорён к трём годам лишения свободы.
В июне 1939 года — заключён в концлагерь Заксенхаузен. После освобождения работал слесарем в Лейпциге.
В 1941 вместе с Отто Энгертом и Куртом Крессе руководил лейпцигской коммунистической группой Сопротивления, одной из крупнейших коммунистических групп сопротивления..Летом 1944 года в ходе волны арестов гестапо Шуман и Отто Энгерт были арестованы. Подвергнуты пыткам с целью выявления членов группы. Шуман оставался непоколебимым и тем самым спас многих других бойцов сопротивления.
21 ноября 1944 г., по обвинению в «подготовке к государственной измене, помощь врагу и подрыв военных усилий фатерлянда» приговорён к смертной казни.
11 января 1945 года казнён в Дрездене.

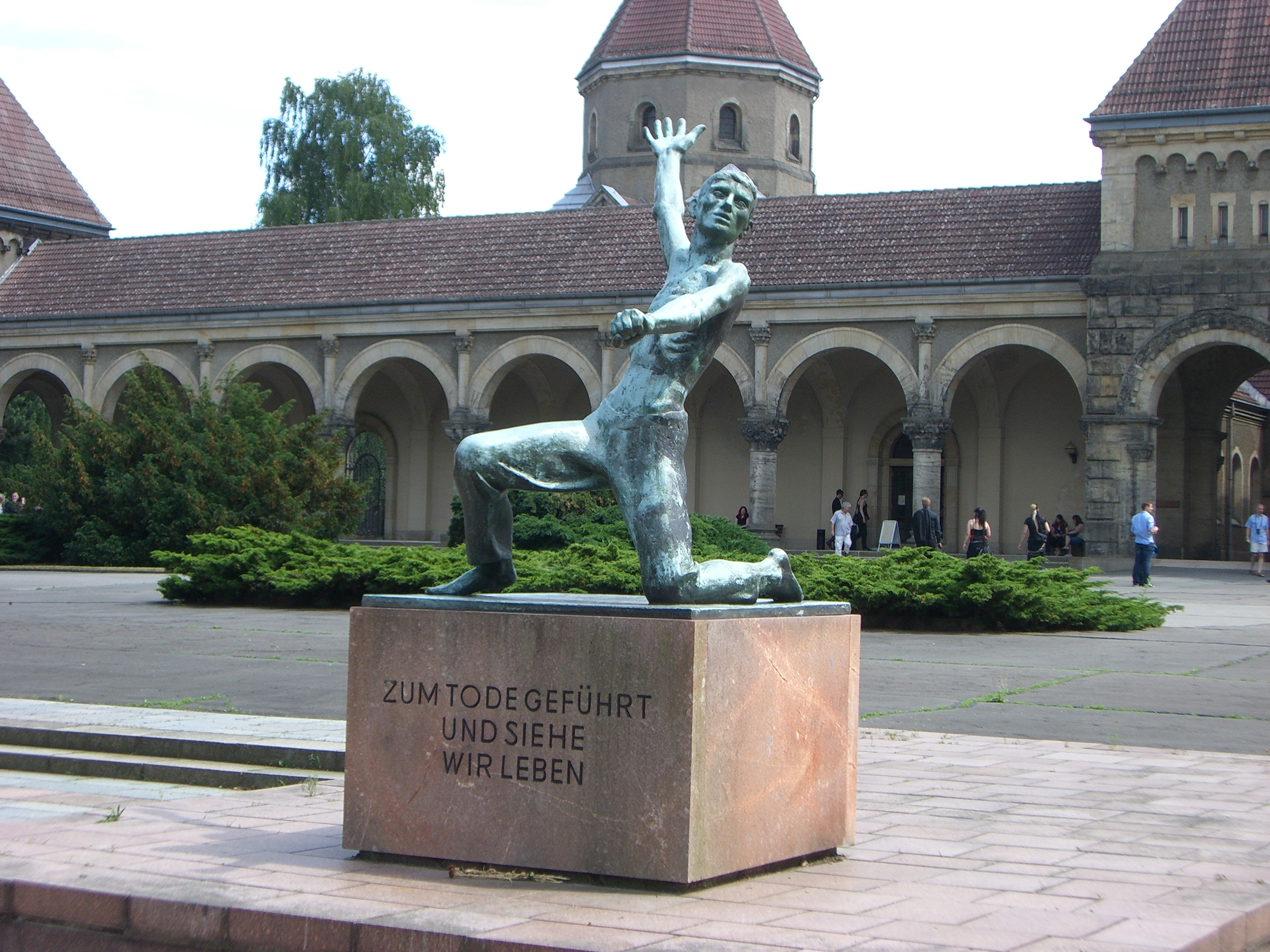
Памятник членам группы сопротивления Шумана-Крессе

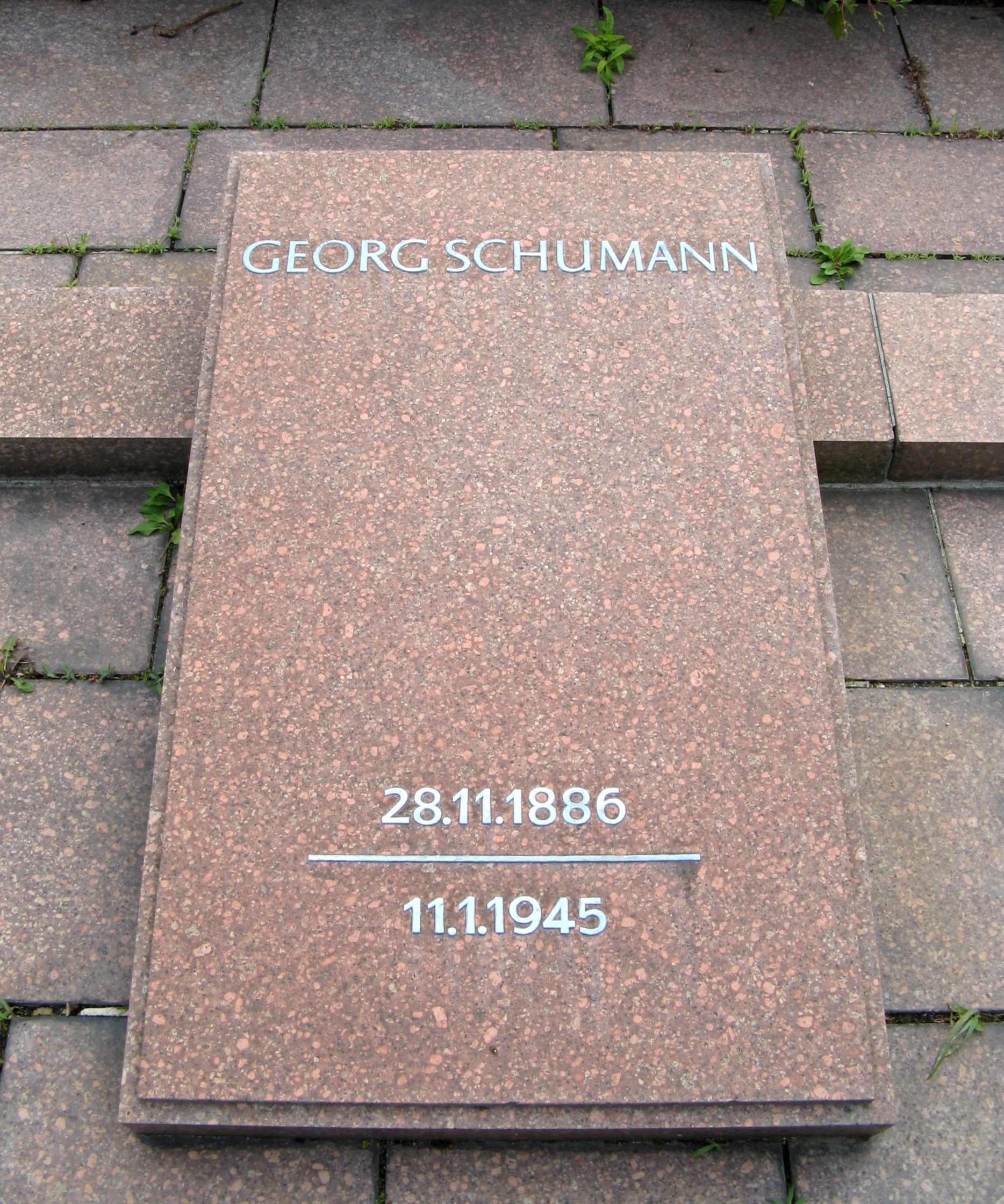
Могильная плита Г. Шумана на Южном Лейпцигском кладбище

После окончания войны, урна с прахом Георга Шумана, вместе с другими основными членами группы сопротивления был похоронен на почётном месте Южного Лейпцигского кладбища.
Его сын Хорст Шуман — политик, в 1959-1967 г. был председателем Союза свободной немецкой молодёжи.

## Память
- В 1945 г. имя Георга Шумана было присвоено одной из центральных улиц Лейпцига.
- В 1948 г. на месте захоронения на Южном кладбище Лейпцига, членам группы сопротивления Шумана-Крессе, построен мемориал и установлена бронзовая скульптуа «Умирающий боец» скульптора Вальтера Арнольд.
- В 1966 году в ГДР построен и спущен на воду сухогруз «Георг Шуман».
- Имя Г. Шумана было присвоено факультету экономики и факультету машиностроения Дрезденского технического университета.
- Имя Г. Шумана увековечено на Памятнике 96 депутатам рейхстага, убитым нацистами, установленном у Рейхстага в Берлине.